# 馬佐夫舍地區托馬舒夫
馬佐夫舍地區托馬舒夫（波蘭語：Tomaszów Mazowiecki，波蘭語發音：[tɔˈmaʂuf mazɔˈvjɛt͡skʲi] ⓘ）是波蘭羅茲省的城鎮，位於該國中部，距離省府羅茲55公里，始建於十八世紀，面積41.3平方公里，2006年人口66,705。

## 外部連結

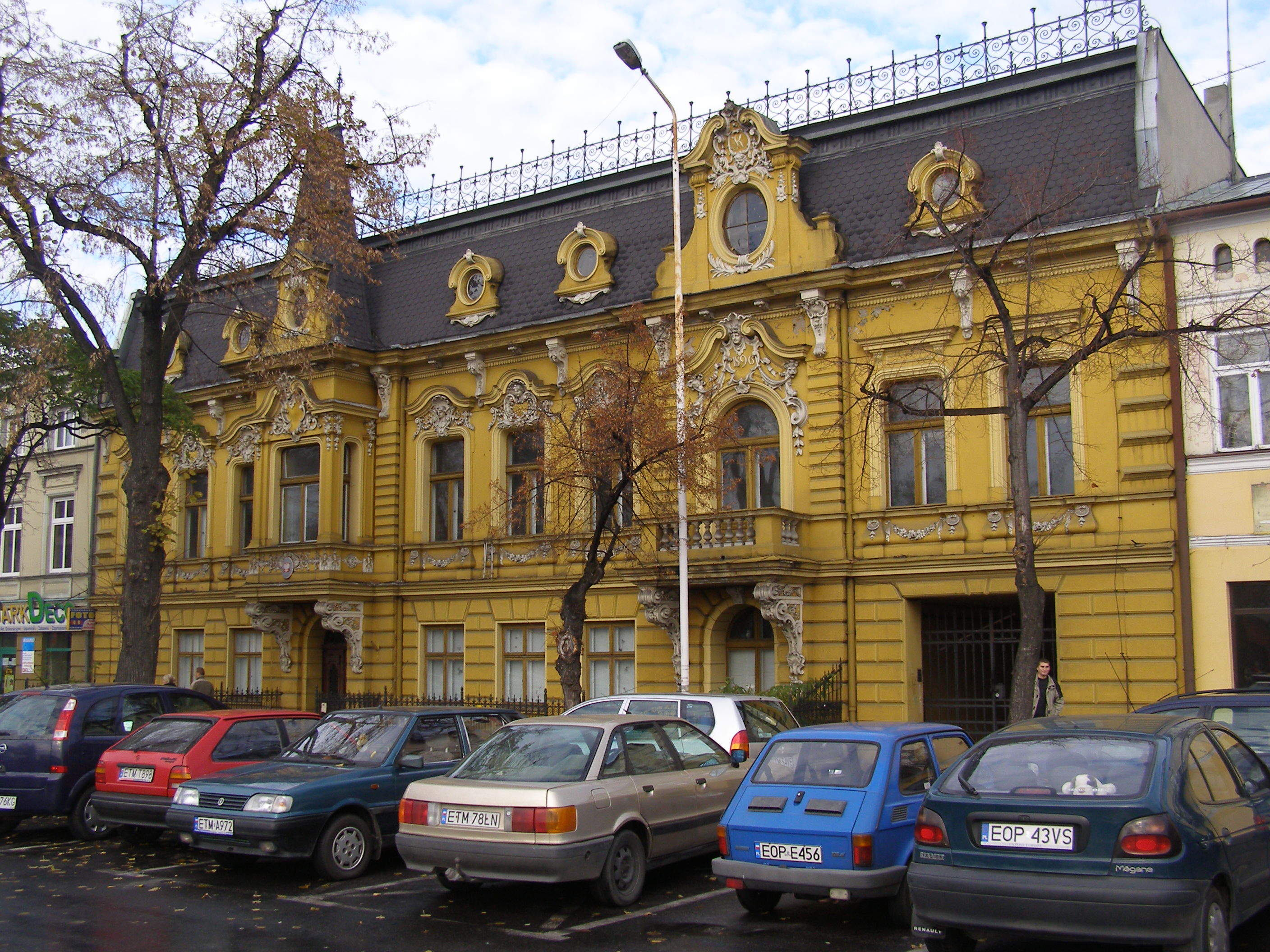

- Tomaszów Mazowiecki TV （页面存档备份，存于）
- Unofficial site of Tomaszów Mazowiecki （页面存档备份，存于）

51°32′N 20°01′E / 51.533°N 20.017°E